# Білл Чато
Білл Чато (фр. Bill Tchato, нар. 14 травня 1974) — камерунський футболіст, що грав на позиції захисника.
Виступав, зокрема, за клуби «Монпельє» та «Кайзерслаутерн», а також національну збірну Камеруну.

## Клубна кар'єра
Чато ніколи не грав в Камеруні, він переїхав до Франції в 1984 році. Його батьки тоді працювали в посольстві Камеруну в Парижі, потім в Лондоні. Чотири роки по тому батьки прийняли рішення, щоб він залишався у Франції з прийомною сім'єю Дегупел. Коли він грав у футбол у дворі, його помітив тренер команди «Сен-П'єр». Тоді він грав у нападі і забив близько 50 м'ячів.
Незабаром стажувався в клубі «Кан». Успішно інтегрувався в навчальний центр і залишався там протягом п'яти років. У сезоні 1995/96 грав за першу команду в Лізі 2, проте основним гравцем не став.
У 1996 році перебрався в «Валанс», де він відіграв 69 ігор і забив 6 м'ячів. Пізніше грав два роки в «Ніцці», провів 70 матчів, забив 3 м'ячі. У 2000 році перебрався в «Монпельє», зіграв 63 матчі, протягом трьох сезонів, звернув на себе увагу сильних клубів. І у січні 2003 року перейшов в «Кайзерслаутерн». У Бундеслізі дебютував у матчі проти «Штутгарта» (1:2). У складі команди провів наступні два з половиною роки своєї кар'єри гравця.
У 2005 році повернувся у «Ніццу», де він грав раніше, де провів сезон 2005/06. У період з 2006 по 2008 рік представляв клуб «Катар СК», а влітку 2008 року перейшов в інший катарський клуб «Аль-Хор».
У сезоні 2010/11 захищав кольори «Страсбура» у третьому за рівнем дивізіоні Франції.
Завершив професійну ігрову кар'єру у габонському клубі «Сапен», за який виступав протягом 2011—2013 років.

## Виступи за збірну
2000 року дебютував в офіційних матчах у складі національної збірної Камеруну. У 2001 році грав на Кубку конфедерацій 2001 року в Японії і Південній Кореї, де його команда завершила турнір на третьому місці в групі. У наступному році завоював Кубок африканських націй 2002 року у Малі, у фіналі перемігши збірну Сенегалу 3:2. Того ж року провів всі три матчі на чемпіонаті світу 2002 року в Японії і Південній Кореї.
У 2003 взяв участь в другому для себе розіграші Кубка конфедерацій 2003 року у Франції, де Камерун посів друге місце, програвши у фіналі Франції 0:1 у додатковий час. Згодом у складі збірної був учасником Кубка африканських націй 2004 року у Тунісі та Кубка африканських націй 2008 року у Гані, де разом з командою здобув «срібло», програвши у фіналі Єгипту.
Протягом кар'єри у національній команді, яка тривала 9 років, провів у формі головної команди країни 46 матчів, забивши 1 гол.

## Титули і досягнення
- Переможець Кубка африканських націй: 2002
- Срібний призер Кубка африканських націй: 2008